# Donja Trnova
Donja Trnova (cyr. Доња Трнова) – wieś w Bośni i Hercegowinie, w Republice Serbskiej, w gminie Ugljevik. W 2013 roku liczyła 1154 mieszkańców.